# Wisk Cora

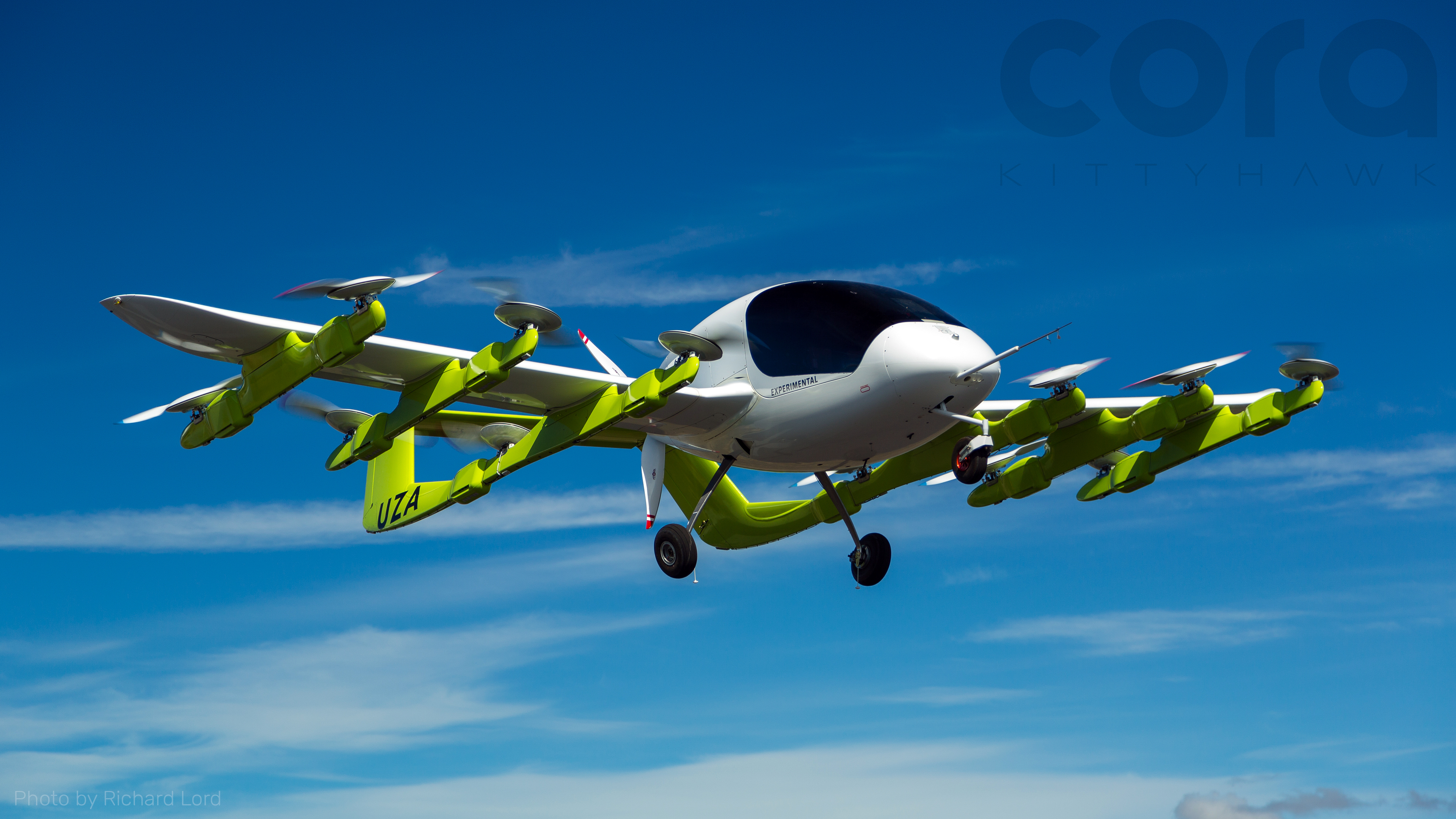
Cora 2018

Die Wisk Cora (Eigenschreibweise auch Cora by Wisk) ist ein 13-motoriges, elektrisch angetriebenes, senkrecht startendes und landendes Luftfahrzeug des US-amerikanischen Herstellers Wisk Aero LLC, eines Joint-Venture-Unternehmens von Boeing und der Kitty Hawk Corporation. Zu dessen Finanzgebern gehört auch der Google-Mitbegründer Larry Page. Das Flugzeug soll als autonomes Flugtaxi eingesetzt werden, wobei es zwei Personen bei einer Geschwindigkeit von bis zu 176 km/h etwa 100 km weit befördern kann.

## Geschichte
Die Kitty Hawk Corporation präsentierte die Cora erstmals im März 2018 öffentlich. Die Firma ist nach dem Ort benannt, in dessen Nähe der erste Motorflug der Gebrüder Wright stattfand. Die Cora ist eine zweisitzige Weiterentwicklung der Zee Aero Z-P2. Die Einzelzulassungen der Cora durch die Federal Aviation Administration (FAA) erfolgten anfangs unter dem Namen Zee Aero Mule SPA, danach als Kitty Hawk Mule SPA. Die Entwicklung, Erprobung und der Betrieb finden in Zusammenarbeit mit dem von Kitty Hawk im Dezember 2016 gegründeten neuseeländischen Tochterunternehmen Zephyr Airworks statt. Bis 2021 will Zephyr Airworks in Neuseeland mit dem Baumuster einen Flugtaxidienst einrichten. Das Luftfahrzeug soll ausschließlich für den in Zusammenarbeit mit Air New Zealand geplanten Flugdienst Verwendung finden, ein privater Kauf wird nicht möglich sein.
Die Kitty Hawk Corporation und Boeing vereinbarten im Juni 2019 eine weiter verstärkte Zusammenarbeit im Bereich der Urban Air Mobility. Dafür wurde eigens am 2. Dezember 2019 in Mountain View die Wisk Aero LLC gegründet. Zephyr Airworks heißt jetzt Wisk New Zealand. Nach Genehmigung durch die Regierung fand von Februar bis April 2020 ein Probebetrieb mit der Cora in Neuseeland statt.
Am 25. Juli 2023 wurde erstmals öffentlich bei der EAA AirVenture Oshkosh die Funktion der Cora vorgestellt.

## Konstruktion
Entsprechend der konstruktiven Auslegung ist das Luftfahrzeug als Kombinationsflugschrauber anzusehen, da es neben den 12 Motoren für den Schwebeflug auch über feste Tragflächen und einen separat angetriebenen Druckpropeller für den Horizontalflug verfügt. Für den Notfall ist ein Gesamtrettungssystem vorgesehen.

## Technische Daten
| Kenngröße            | Daten                                                                       |
| -------------------- | --------------------------------------------------------------------------- |
| Besatzung            | autonom fliegend                                                            |
| Passagiere           | 2                                                                           |
| Länge                | ca. 21 ft (6 m)                                                             |
| Spannweite           | 11 m                                                                        |
| Nutzlast             | 181 kg                                                                      |
| Reisegeschwindigkeit | 180 km/h                                                                    |
| Betriebshöhe         | 150 bis 900 m                                                               |
| Dienstgipfelhöhe     | 3040 m                                                                      |
| max. Flugdauer       | 19 min bei 10 min Reserve                                                   |
| Reichweite           | 100 km                                                                      |
| Antrieb              | 12 × Elektromotoren mit je einem Rotor, 1 × Elektromotor mit Druckpropeller |